# 대한민국의 특허청 차장
특허청 차장(特許廳 次長)은 청장을 보좌하는 직위로, 고위공무원단 가등급에 속하는 일반직공무원으로 보한다.

## 임명
- 특허청 차장은 대통령이 임명한다.

## 역할
- 특허청 차장은 청장을 보좌하여 소관사무를 처리하고 소속공무원을 지휘·감독하며, 청장이 사고로 직무를 수행할 수 없으면 그 직무를 대행한다.

## 역대 차장

### 특허청 차장
| 정부        | 대수           | 이름                             | 임기                              | 비고 |
| ----------- | -------------- | -------------------------------- | --------------------------------- | ---- |
| 제4공화국   | 초대           | 안영철(安永哲)                   | 1977년 3월 12일~1977년 12월 23일  |      |
| 제4공화국   | 2대            | 한정석(韓正錫)                   | 1977년 12월 31일~1980년 12월 4일  |      |
| 제4공화국   | 3대            | 이은탁(李殷琸)                   | 1980년 12월 4일~1981년 11월       |      |
| 제5공화국   | 3대            | 이은탁(李殷琸)                   | 1980년 12월 4일~1981년 11월       |      |
| 4대         | 차상필(車相弼) | 1981년 11월~1982년 12월 18일     |                                   |      |
| 5대         | 박홍식(朴弘植) | 1982년 12월 18일~1988년 3월 5일  |                                   |      |
| 노태우 정부 | 6대            | 이승환(李升煥)                   | 1988년 3월 21일~1991년 9월 23일   |      |
| 노태우 정부 | 7대            | 김태곤(金泰坤)                   | 1991년 10월 7일~1992년 8월 14일   |      |
| 노태우 정부 | 8대            | 윤수길(尹秀吉)                   | 1992년 8월 14일~1993년 6월 4일    |      |
| 김영삼 정부 | 9대            | 권혁채(權赫采)                   | 1993년 6월 4일~1994년 2월 14일    |      |
| 김영삼 정부 | 10대           | 이원(李元)                       | 1994년 3월 7일~1996년 4월 22일    |      |
| 김영삼 정부 | 11대           | 김수동(金守東)                   | 1996년 5월 21일~1998년 3월 8일    |      |
| 김대중 정부 | 12대           | 이종구(李宗求)                   | 1998년 3월 17일~1998년 8월        |      |
| 김대중 정부 | 13대           | 김영철(金永哲)                   | 1998년 9월 1일~1999년 6월 7일     |      |
| 김대중 정부 | 14대           | 임내규(林來圭)                   | 1999년 6월~2000년 8월 12일        |      |
| 김대중 정부 | 15대           | 유영상(劉永祥)                   | 2000년 10월 1일~2002년 2월 27일   |      |
| 김대중 정부 | 16대           | 정태신(鄭泰信)                   | 2002년 3월 12일~2004년 9월 9일    |      |
| 노무현 정부 | 16대           | 정태신(鄭泰信)                   | 2002년 3월 12일~2004년 9월 9일    |      |
| 17대        | 전상우(全湘雨) | 2004년 10월 17일~2006년 1월 31일 |                                   |      |
| 18대        | 김열(金悅)     | 2006년 4월 2일~2006년 10월 25일  |                                   |      |
| 19대        | 이태용(李泰鎔) | 2006년 12월 4일~2008년 6월 18일  |                                   |      |
| 이명박 정부 | 20대           | 최평락(崔平洛)                   | 2008년 6월 18일~2009년 2월 6일    |      |
| 이명박 정부 | 21대           | 김원중(金垣中)                   | 2009년 2월 11일~2010년 3월 9일    |      |
| 이명박 정부 | 22대           | 김창룡(金昌龍)                   | 2010년 3월 9일~2011년 3월 25일    |      |
| 이명박 정부 | 23대           | 김영민(金榮敏)                   | 2011년 4월 11일~2013년 3월 18일   |      |
| 박근혜 정부 | 24대           | 이준석(李焌碩)                   | 2013년 4월 19일~2015년 11월 20일  |      |
| 박근혜 정부 | 25대           | 이영대(李永大)                   | 2015년 12월 24일~2017년 10월 17일 |      |
| 문재인 정부 | 26대           | 김태만(金泰晩)                   | 2017년 10월 17일~2018년 12월 31일 |      |
| 문재인 정부 | 27대           | 천세창(千世昌)                   | 2019년 1월 2일~2020년 12월 15일   |      |
| 문재인 정부 | 28대           | 김용선(金容善)                   | 2020년 12월 16일~2022년 10월 16일 |      |
| 윤석열 정부 | 29대           | 류동현(柳東賢)                   | 2022년 10월 17일~2023년 11월 12일 |      |
| 윤석열 정부 | 30대           | 김시형(金是亨)                   | 2023년 11월 13일~2024년 10월 20일 |      |
| 윤석열 정부 | 31대           | 목성호(睦盛皓)                   | 2024년 10월 21일~                 |      |

## 같이 보기
- 특허청
- 특허청장